# Crassignatha kishidai
Espèce
Synonymes
- Patu kishidai Shinkai, 2009

Crassignatha kishidai est une espèce d'araignées aranéomorphes de la famille des Symphytognathidae.

## Distribution
Cette espèce est endémique du Japon.

## Description
La femelle holotype mesure 0,89 mm et le mâle paratype 0,74 mm.

## Systématique et taxinomie
Cette espèce a été décrite sous le protonyme Patu kishidai Shinkai en 2009. Elle est placée dans le genre Crassignatha par Li, Li et Lin en 2021.

## Étymologie
Cette espèce est nommée en l'honneur de Kyūkichi Kishida.

## Publication originale
- Shinkai, 2009 : « Two new species of the genera Wendilgarda and Patu from Japan (Araneae: Theridiosomatidae and Symphytognathidae). » The Spiders of Japan with keys to the families and genera and illustrations of the species, Tokai University Press, Kanagawa, p. 75-77.